# Have 'Twangy' Guitar Will Travel
Have 'Twangy' Guitar Will Travel é o álbum de estreia do guitarrista Duane Eddy. O álbum foi lançado em 1958 pela Jamie Records e foi lançado em single como todos os sucessos da lista de sucessos dos EUA e seu lado B de um single.

## Músicas
1. "Lonesome Road" (Gene Austin, Nathaniel Shilkret) — 3:09
2. "I Almost Lost My Mind" (Ivory Joe Hunter) — 2:18
3. "Rebel-'Rouser" — 2:23
4. "Three-30-Blues" - 3:33
5. "Cannonball" — 1:55
6. "The Lonely One" — 1:42
7. "Detour" (Paul Westmoreland) — 2:12
8. "Stalkin'" — 2:27
9. "Ramrod" (Al Casey) — 1:42
10. "Anytime" (Herbert "Happy" Lawson) — 2:19
11. "Moovin' 'n' Groovin''" — 2:05
12. "Loving You" (Jerry Leiber, Mike Stoller) — 2:10

## Pessoal

### The Rebels
- Duane Eddy – guitarra
- Al Casey – baixo elétrico, piano, guitarra rítmica
- Steve Douglas – saxofone
- Corki Casey O'Dell – guitarra
- Buddy Wheeler – baixo elétrico
- Bob Taylor – bateria
- Mike Bermani – bateria

### Músicos convidados
- Plas Johnson – saxofone
- Gil Bernal – saxofone
- Ike Clanton – baixo elétrico
- Jimmy Simmons – contra baixo
- Jimmy Wilcox – guitarra
- Donnie Owens – guitarra rítimica
- The Sharps – vocais de apoio

## Técnico
- Lee Hazlewood – produtor
- Lester Sill – produtor
- Jack Miller – engenheiro
- Eddie Brackett – engenheiro
- Greg Vaughn – masterização
- Tom Moulton – masterização
- Ben Demotto – encarte

## Avaliações
| Ano  | Título                           | Billboard 200 | UK Albums Chart |
| ---- | -------------------------------- | ------------- | --------------- |
| 1958 | Have 'Twangy' Guitar Will Travel | 5             | 6               |